# أوكتافيوس تيري
أوكتافيوس تيري (بالإنجليزية: Octavius Terry)‏ هو منافس ألعاب قوى أمريكي، ولد في 7 نوفمبر 1972 في فيربورن في الولايات المتحدة.

## وصلات خارجية
- أوكتافيوس تيري على موقع الاتحاد الدولي لألعاب القوى (الإنجليزية)